# Rami Hamdallah

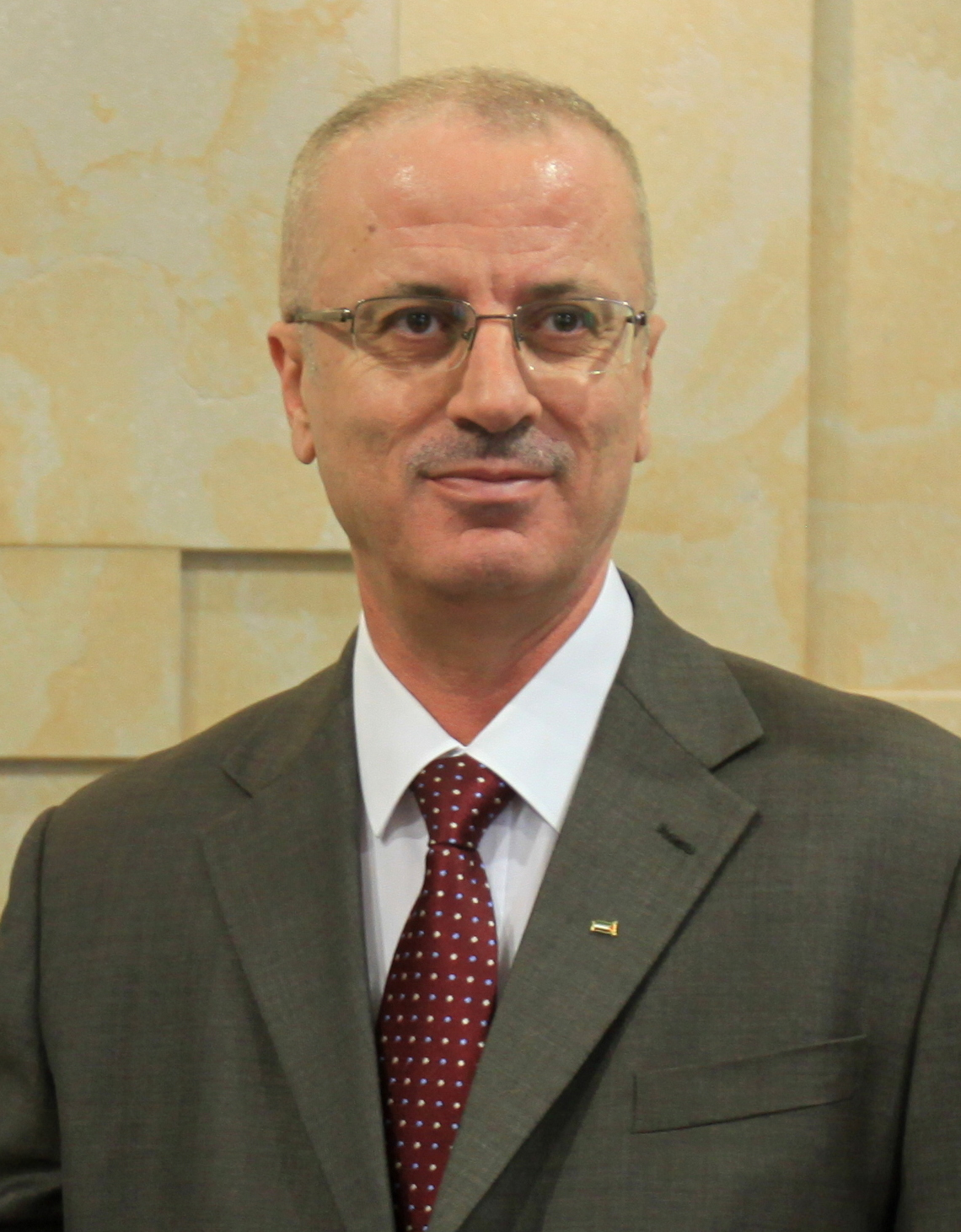
Rami Hamdallah (2013)

Rami Hamdallah (arabisch رامي حمد الله, DMG Rāmī Ḥamd Allāh; * 10. August 1958 in Anabta, Westjordanland) war vom 6. Juni 2013 bis zum 14. April 2019 Premierminister des Staates Palästina und der Palästinensischen Autonomiegebiete. Er ist ehemaliger Universitätspräsident und Mitglied der Fatah-Partei.

## Leben
Hamdallah hat 1980 an der Universität von Jordanien einen Bachelorabschluss erreicht, 1982 einen Master an der University of Manchester und wurde 1988 an der Lancaster University promoviert. Er arbeitete als Hochschullehrer für Linguistik und war seit 1998 Präsident der Universität Nablus. Während seiner fünfzehnjährigen Amtszeit als Universitätspräsident verdreifachte sich die Zahl der Studenten auf etwa 20.000. Unter seiner Schirmherrschaft wurden mehrere hundert Millionen US-Dollar akquiriert, ein neuer Campus errichtet und neue Fächer in das Universitätsangebot aufgenommen. Zudem wurde er Generalsekretär der palästinensischen Zentralen Wahlkommission und Präsident der palästinensischen Börse.  Er ist Mitglied der Fatah-Partei.
Nachdem Ministerpräsident Salam Fayyad im April 2013 zurückgetreten war und dessen anschließend befristet wahrgenommenes Übergangsmandat abgelaufen war, wurde Hamdallah am 2. Juni 2013 vom Präsidenten der Palästinensischen Autonomiebehörde, Mahmud Abbas, mit der Bildung einer neuen Regierung beauftragt. Das Kabinett Hamdallahs wurde bereits vier Tage später vereidigt und nahm seine Arbeit auf. Bereits zwei Wochen später, am 20. Juni 2013, reichte Hamdallah seinen Rücktritt ein. Offenbar sah er seine Autorität durch Abbas bedroht. Am 23. Juni nahm Abbas Hamdallahs Rücktrittsgesuch an. Sechs Wochen darauf ersuchte Präsident Abbas ihn um eine erneute Regierungsbildung, woraufhin Hamdallah, der ohne Unterbrechung übergangsweise weiterhin im Amt gewesen war, am 19. September 2013 erneut zum Ministerpräsidenten ernannt wurde.
Die den Gazastreifen kontrollierende islamistische palästinensische Terrororganisation Hamas bezeichnete die Ernennung Hamdallahs zum Ministerpräsidenten als illegal.
Am 29. Januar 2019 gab er seinen Rücktritt bekannt und macht damit den Weg für eine neue Regierung frei, blieb aber übergangsweise im Amt. Am 10. März 2019 wurde Mohammed Schtajjeh von Abbas mit der Bildung einer neuen Regierung beauftragt. Am 13. April 2019 wurden Schtajjeh und sein Kabinett vereidigt.